# Жан Віктор Моро
Жан Моро́ (фр. Jean Victor Marie Moreau; 14 лютого 1763, Морле — 2 вересня 1813, Лоуні) — французький генерал часів Першої республіки.

## Життєпис
Народився 1763 року в місті Морле. Походив з дворянської родини. Був сином Габріеля-Луї Моро де Лізоро, королівського радника й судді, та Катерини Шаперон д'Ілсе. Його батько бажав, щоб син здобув освіту правника, тому відправив Жана Моро до університету Ренна. Під час навчання став лідером студентських груп, що виступали за проведення реформ. 1788 року брав участь у заворушеннях, викликаних спробою уряду Франції впровадити нові умови податків, зокрема на сіль. 1789 року очолив студентський опір дворянам.
З відкриттям генеральних штатів у 1789 році активно долучився до політичних процесів. Формує у Бретані загони добровольців у 1790 році. У 1791 році став підполковником. Того ж року зараховується до національної гвардії командиром батальйону. У 1792 році воює у Північній армії під орудою генерала Дюмур'є. В цей час Жан Моро відзначився при захоплені фортеці Стефенверт та у битві при Неєрвіндені. Згодом переведений разом із батальйоном до Дюнкерка. За звитягу 1793 року став бригадним генералом. 1794 року отримав звання дивізійного генерала та командуванням правим флангом Північної армії. Моро захоплює Менін та Куртре, зробить значний внесок у перемогу у битві при Мускроні 29 квітня 1794 року. В подальшому воював під командуванням генерала Пішегрю.
18 травня 1794 році здобув перемогу при Туркуені над австрійськими та англійськими військами. 3 березня 1795 він був призначений командувачем Північної армії. На цій посаді він споглядав за дотриманням угоди між Францією та Батавською республікою (колишньою Голландією). Того ж року стає командувачем Рейн-Мозельською армією. Захопив Майнц, розбив австрійців під Келєм, а потім при Хайденхаймі. Втім під тиском більшої ворожої потуги вимушений був відступити за Рейн. У 1799 році він знову перетнув Рейн, але в цей час довідався про укладання Леобенського миру.
У 1799 році був призначений очільником Італійської армії, воював проти російського фельдмаршала Олександра Суворова. Після поразки на річці Адда був замінений Бартелемі Жубером. Проте після того, як останній загинув на початку битви при Нові, Моро знову узяв командування на себе. Але зазнав цілковитої поразки.
Під час заколоту 18 брюмера 1799 року надав допомогу Наполеону Бонапарту. За це у 1800 році отримав призначення до Рейнської армії. На її чолі Жан Моро 3 травня переміг австрійців у битві при Енгені, його підлеглий генерал Лекоб здобув перемогу при Штоках. Вслід за цим Моро переміг у запеклій битві Моескірхені. Далі мав успіх у битві при Хохштадті, захопив Мюнхен і Регенсбург. 3 грудня 1800 року Жан Моро вщент розбив австрійську армію при Гогенліндені. Після цього шлях на Відень став відкритим. У цих обставинах Австрія вимушена була укласти Люневільський мир.
Повернувшись до Франції, мав конфлікт із Наполеон, який звинуватив Жана Моро в участі у змові генерала Пішегрю й відправив Моро у вигнання до США. 1805 року російський імператор Олександр I через графа Паніна намагався залучити Моро на російську службу, але після поразки під Аустерліцом відмовився від цього наміру. В Америці поселився у штаті Нью-Джерсі, поблизу м. Трентон.
Повернувся Жан Моро до Європи лише 1813 року. Був радником Олександра I, членом генерального штабу союзницьких військ. 27 серпня цього року був смертельно поранений під час битви при Дрездені й помер 2 вересня цього року. Посмертно йому присвоєно звання російського фельдмаршала та маршала Франції. На честь нього названо місто у штаті Нью-Йорк (США).

## Родина
Дружина — Юле Осері.